# Tẩy da chết

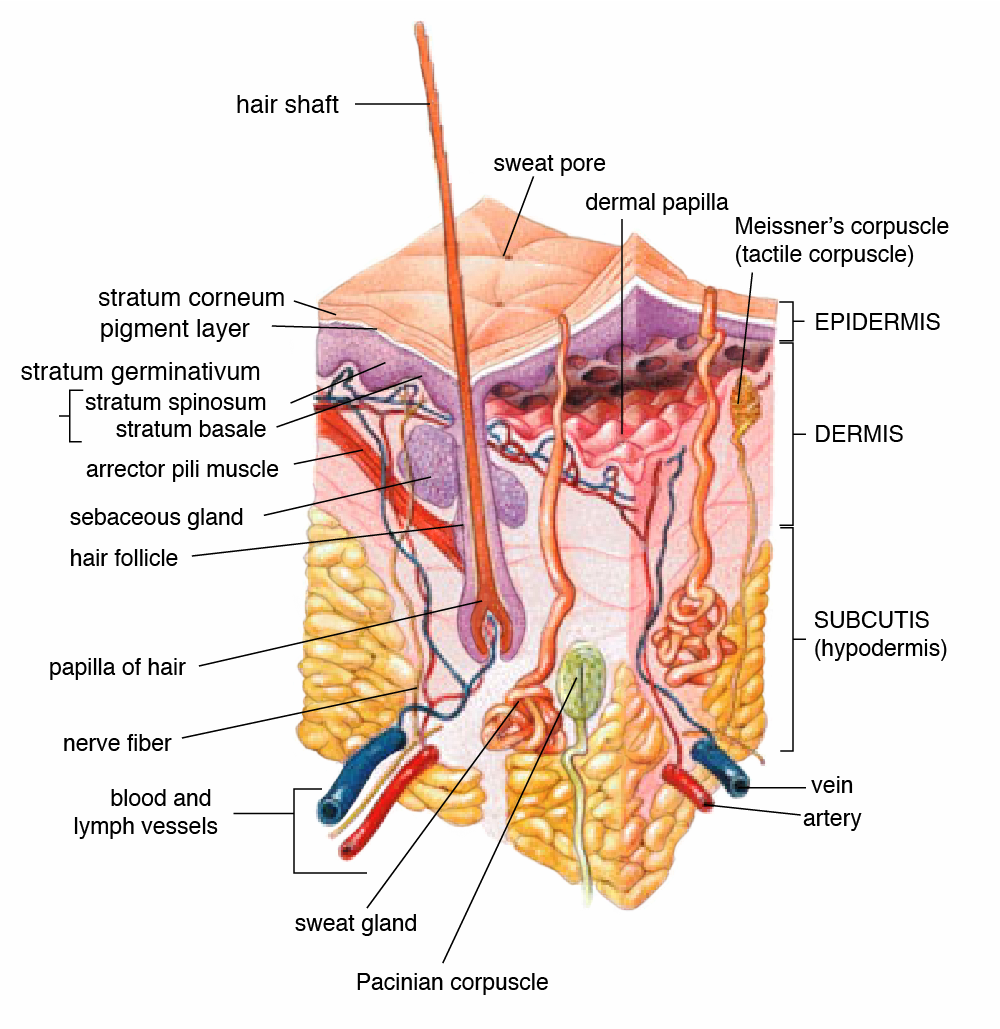
Mặt cắt ngang của tất cả lớp da.

Tẩy da chết bao gồm loại bỏ tế bào da chết trên bề mặt ngoài cùng của da. Tẩy da chết được bao hàm trong quá trình chăm sóc da mặt, xuyên suốt quá trình mài da hiển vi hoặc tẩy da hóa chất. Tẩy da chết có thể đạt được thông qua các phương tiện cơ học hoặc hóa học.

## Hình thức

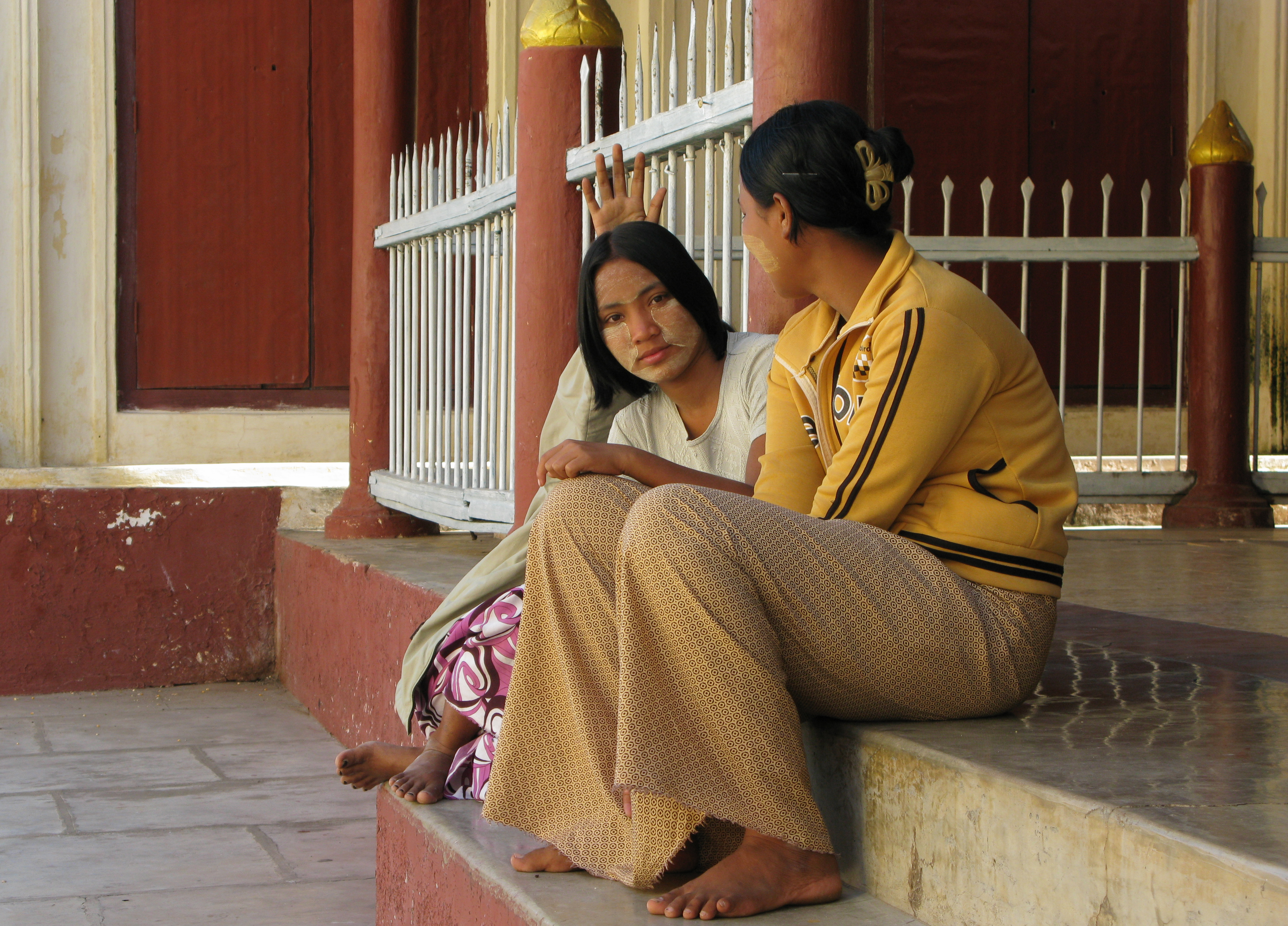
Một phụ nữ ở Myanmar đang đắp mặt nạ dưỡng da

- Tẩy da chết vật lý: Là cách chăm sóc da tự nhiên, không có sự can thiệp của những sản phẩm có chất hóa học. Bạn chỉ cần dùng bột ngũ cốc, đường hoặc các hạt thực vật nhỏ và tác động một lực nhẹ nhàng lên da để loại bỏ các tế bào chết, bã nhờn và bụi bẩn trên da là được.
- Tẩy da chết hóa học: Là phương pháp loại bỏ tế bào chết trên da nhờ những sản phẩm có chứa chất hóa học như Salicylic Acid, Glycolic Acid, Lactic Acid và các enzym. Phương pháp này giúp làm sạch da hiệu quả và nhanh chóng.
- Tùy mỗi loại da sẽ có cách thức tẩy tế bào chết khác nhau. Với da thường, việc tẩy tế bào chết nên thực hiện 1 - 2 lần/tuần để kích thích chu kỳ tái tạo tế bào da mới diễn ra nhanh hơn, giúp bạn có được làn da khỏe mạnh và trắng sáng. Với người sở hữu làn da nhạy cảm thì nên thực hiện tẩy tế bào chết bằng những nguyên liệu tự nhiên và lựa chọn hình thức tẩy da chết vật lý.

## Lịch sử
Lòng tin được dành cho người Ai Cập cổ đại để thực hiện tẩy da chết. Vào thời Trung Cổ, rượu vang được sử dụng làm chất tẩy da chết, với axit tartaric làm chất hoạt tính. Tại châu Á, thực hiện tẩy da chết đã bắt đầu từ hàng trăm năm trước. Từ gốc của từ exfoliate (tẩy da chết) xuất phát từ exfoliare trong tiếng Latin (có nghĩa tách lá cây).

## Phân biệt điểm giống và khác nhau giữa peel da và tẩy da chết
Peel da và tẩy da chết hóa học, vật lý là 2 phương pháp chăm sóc da khác nhau. Cả 2 phương pháp có những điểm tương đồng và khác biệt như:
1. Điểm giống nhau:
  - Chăm sóc da dựa vào chu kỳ thay da sinh học tự nhiên của cơ thể con người.
  - Tác động lên da giúp làm bong tróc lớp tế bào da cũ, làn da được thay mới.
2. Điểm khác biệt
  - Nguyên liệu sử dụng: Peel da sử dụng các axit hữu cơ chiết xuất từ trái cây, thiên nhiên,... đã được kiểm định, chứng nhận
  - Tẩy da chết sử dụng các sản phẩm có dạng hạt, mặt nạ hoặc dụng cụ như miếng nhựa rửa mặt hay máy rửa mặt, tạo độ ma sát lên da.
  - Lớp da chịu tác động: Peel da Cả 3 lớp da (thượng bì, trung bì, hạ bì) tùy mức độ peel và thời gian peel.
  - Tẩy da chết: Chỉ tác động được ở lớp thượng bì của da (bề mặt da)
  - Công dụng peel da: Giúp làm sạch sâu cả bề mặt và sâu trong da, kích thích nguyên bào sợi làm tăng sinh collagen và elastin để da săn chắc hơn, làm mờ các tổn thương do tăng sắc tố, làm đều màu da, trị mụn, se khít các lỗ chân lông, làm giảm tiết dầu trên da, làm đầy sẹo rỗ do mụn, trẻ hóa da, mờ nếp nhăn...
  - Tẩy da chết: Giúp làm sạch bề mặt da và làm thông thoáng lỗ chân lông.
  - Thời gian phục hồi peel da: Từ 7 - 21 ngày tùy cấp độ peel da nông - trung bình - sâu.
  - Tẩy da chết: Sau 8 tiếng
  - Thời gian duy trì hiệu quả Peel da: 1 - 3 tháng
  - Tẩy da chết: 2 - 3 ngày
  - Nơi thực hiện Peel da: Cần thực hiện ở các cơ sở y tế, thẩm mỹ uy tín, có bác sĩ chuyên khoa thăm khám và chỉ định.
  - Tẩy da chết: Có thể tự thực hiện tại nhà.

1. Sau khi peel da, bạn không cần tẩy da chết. Bởi theo các chuyên gia thẩm mỹ, sau khi peel da, làn da đang trong chu kỳ tái tạo nên không cần tẩy tế bào chết. Nếu tẩy da chết sau khi peel da thì có thể khiến da bị ửng đỏ, kích ứng hoặc bào mòn, gây ảnh hưởng tới quá trình hồi phục da.
2. Ngược lại, bạn có thể sử dụng công đoạn tẩy da chết trước khi peel da để các dưỡng chất có thể thấm sâu vào bên trong da, phát huy tác dụng tốt hơn.
3. Sau quá trình peel da, khi làn da trở lại trạng thái bình thường bạn có thể duy trì thói quen chăm sóc da của mình. Khi đó, bạn có thể tẩy da chết với tần suất 1 - 2 lần/tuần.
4. Peel da và tẩy da chết là 2 phương pháp chăm sóc, làm đẹp da có những điểm khác biệt riêng. Dù sử dụng phương pháp nào, bạn cũng cần tìm hiểu kỹ về chúng. Đồng thời, sau khi peel da và tẩy da chết, bạn nên dùng các sản phẩm cung cấp độ ẩm và dưỡng chất cho da, giúp da khỏe và đẹp hơn.